# Elektrostal
Elektrostal (ru. Электросталь) este un oraș din Regiunea Moscova, Federația Rusă și are o populație de 146.294 locuitori.